# Скрити доказателства
„Скрити доказателства“ (на английски: Body of Proof) е американски медицински сериал, създаден от Крис Мърфи. Скрити Доказателства прави своята премиера в България на 17 март 2011 г. по Fox Crime, докато в САЩ сериалът започва да се излъчва на 29 март 2011 г.

## Актьори и герои
- Дейна Дилейни – д-р Меган Хънт
- Джери Райън – д-р Кейт Мърфи
- Никълъс Бишъп – Питър Дънлап
- Джефри Аренд – д-р Итън Грос
- Джон Каръл Линч – детектив Бъд Морис
- Соня Сон – детектив Саманта Бейкър

## Продукция
„Скрити доказателства“ трябваше да направи своята премиера в САЩ по ABC в петък, 22 октомври 2010 г., но поради провала на редица нови сериали на ABC, телевизията решава да отложи премиерата на сериала за по-удобно и успешно време за да го спаси от провал.
На 30 ноември 2010 г. ABC обяви, че сериалът ще дебютира на 29 март 2011 г. в САЩ.
Сериалът дебютира в 6 държави преди премиерата си в САЩ, включително България, Русия, Испания и Италия.

## Сезон 1: 2011
| Номер    | Заглавие          | Сценарист(и)                | Режисьор         | Дата на излъчване | Зрители (в милиони) |
| -------- | ----------------- | --------------------------- | ---------------- | ----------------- | ------------------- |
| 1 (1-01) | Pilot             | Кристофър Мърфи             | Нелсън МъкКормик | 29 март 2011 г.   |                     |
| 2 (1-02) | Letting Go        | Кристофър Мърфи и Матю Грос | Нелсън МъкКормик | 3 април 2011 г.   |                     |
| 3 (1-03) | Helping Hand      | Кори Милър                  | Джон Терлески    | 5 април 2011 г.   |                     |
| 4 (1-04) | Talking Heads     | Диан Адему-Джон             | Кристин Муур     | 12 април 2011 г.  |                     |
| 5 (1-05) | Dead Man Walking  |                             |                  | 19 април 2011 г.  |                     |
| 6 (1-06) | Society Hill      | Матю В. Люис                | Кейт Уудс        | 26 април 2011 г.  |                     |
| 7 (1-07) | All in the Family |                             |                  | 3 май 2011 г.     |                     |
| 8 (1-08) | Buried Secrets    |                             |                  | 10 май 2011 г.    |                     |
| 9 (1-09) | Broken Home       |                             |                  | 17 май 2011 г.    |                     |

## „Скрити доказателства“ в България
В България сериалът започва излъчване на 17 март 2011 г. по Fox Crime, всеки четвъртък от 22:00. На 12 януари 2012 г. започва втори сезон, всеки вторник от 20:55. На 28 февруари 2013 г. започва трети сезон, всеи четвъртък от 21:05. Дублажът е на Андарта Студио. Ролите се озвучават от артистите Елена Бойчева, Весела Хаджиниколова в първи сезон, Мина Костова във втори, Златина Тасева в трети, Стефан Сърчаджиев – Съра, Георги Стоянов и Стоян Цветков.